# Roberto Torres
Roberto Torres (1972. április 6. –) paraguayi válogatott labdarúgó.

## Nemzeti válogatott
A paraguayi válogatottban 1 mérkőzést játszott.

## Statisztika
| Paraguayi válogatott | Paraguayi válogatott | Paraguayi válogatott |
| Időszak              | Mérk.                | gól                  |
| -------------------- | -------------------- | -------------------- |
| 1996                 | 1                    | 0                    |
| Összesen             | 1                    | 0                    |